# Liste der Baudenkmale in Pölchow
In der Liste der Baudenkmale in Pölchow sind alle Baudenkmale der Gemeinde Pölchow (Landkreis Rostock) und ihrer Ortsteile aufgelistet (Stand 10. Februar 2021).

## Pölchow
| ID  | Lage                                      | Bezeichnung                              | Beschreibung | Bild                                     |
| --- | ----------------------------------------- | ---------------------------------------- | ------------ | ---------------------------------------- |
| 582 | Alte Dorfstraße (gegenüber Nr. 6) (Karte) | Kriegerdenkmal 1914/18 mit Friedenseiche |              | Kriegerdenkmal 1914/18 mit Friedenseiche |
| 580 | Alte Dorfstraße 6 (Karte)                 | Wohnhaus (ehem. Doppelbüdnerei)          |              | Wohnhaus (ehem. Doppelbüdnerei)          |
| 581 | Alte Dorfstraße 14 (Karte)                | Wohnhaus (ehem. Schule)                  |              | Wohnhaus (ehem. Schule)                  |
| 583 | Rostocker Straße 6 (Karte)                | Wohnhaus/Scheune                         |              | Wohnhaus/Scheune                         |
| 584 | Rostocker Straße 7 (Karte)                | Wohnhaus/Scheune                         |              | Wohnhaus/Scheune                         |

## Wahrstorf
| ID  | Lage | Bezeichnung                 | Beschreibung | Bild |
| --- | ---- | --------------------------- | ------------ | ---- |
| 764 |      | Ehem. Remise der Gutsanlage |              |      |

## Quelle
Denkmalliste des Landkreises Rostock A ‐ Z (Stand: 10. Februar 2021; PDF, 497 KB)